# دم‌آتشی‌ها
دُم‌آتشی‌ها (نام علمی: Stagonopleura) نام یک سرده از خانواده سهرگان ریز است.